# إرنست غوتليب بارون
إرنست غوتليب بارون (بالألمانية: Ernst Gottlieb Baron)‏ هو ملحن ألماني، ولد في 17 فبراير 1696 في فروتسواف في بولندا، وتوفي في 12 أبريل 1760 في برلين في ألمانيا.

## وصلات خارجية
- إرنست غوتليب بارون على موقع ميوزك برينز (الإنجليزية)
- إرنست غوتليب بارون على موقع ديسكوغز (الإنجليزية)